# Độ cảm từ
Độ cảm từ là đại lượng vật lý đặc trưng cho khả năng từ hóa của vật liệu, hay nói lên khả năng phản ứng của chất dưới tác dụng của từ trường ngoài. Độ cảm từ còn có tên gọi khác là hệ số từ hóa (không nhầm với độ từ hóa). Độ cảm từ thể hiện mối quan hệ giữa từ độ (là đại lượng nội tại) và từ trường ngoài, nên thường mang nhiều ý nghĩa vật lý gắn với các tính chất nội tại của vật liệu.
Độ cảm từ, thường được ký hiệu là {\displaystyle \chi }, hay {\displaystyle \chi _{m}} (để phân biệt với {\displaystyle \chi _{e}} - độ cảm điện) được định nghĩa là tỉ số giữa độ từ hóa và độ lớn của từ trường:
{\displaystyle \chi ={\frac {M}{H}}}
với M là độ từ hóa, H là cường độ từ trường. Từ độ M và từ trường H có cùng thứ nguyên do đó {\displaystyle \chi } là đại lượng không có thứ nguyên.

## Độ cảm từ và từ thẩm
Cảm ứng từ, B quan hệ với từ độ và cường độ từ trường theo biểu thức:
{\displaystyle \mathbf {B} =\mu _{0}(\mathbf {H} +\mathbf {M} )}
với {\displaystyle \mu _{0}} là hằng số từ, hay độ từ thẩm của chân không, có độ lớn {\displaystyle \mu _{0}=4.\pi 10^{-7}T.m/A}. Như vậy:
{\displaystyle \mathbf {B} =\mu _{0}(1+\chi ).\mathbf {H} }
Đại lượng {\displaystyle \mu =\mu _{0}(1+\chi )} được gọi là độ từ thẩm. Độ từ thẩm có cùng ý nghĩa với độ cảm từ, đều nói lên khả năng phản ứng của các vật liệu dưới tác dụng của từ trường ngoài.
Trong kỹ thuật, người ta thường quan tâm đến giá trị độ từ thẩm hiệu dụng được định nghĩa bởi: {\displaystyle \mu _{r}=\mu /\mu _{0}=(1+\chi )}.

## Độ cảm từ vi phân
Trong các vật liệu sắt từ, độ cảm từ không phải là một hằng số, mà có giá trị biến thiên phụ thuộc vào từ trường ngoài và phụ thuộc cả vào tiền sử từ (tức là phụ thuộc cả vào các quá trình từ diễn ra trước đó), nên người ta sử dụng khái niệm độ cảm từ vi phân:
{\displaystyle \chi _{ij}={\frac {\partial M_{j}}{\partial H_{i}}}}

## Độ cảm từ xoay chiều
Hay là hệ số từ hóa xoay chiều, là độ cảm từ tạo ra khi vật liệu được đặt trong từ trường xoay chiều. Các phép đo độ cảm từ xoay chiều phụ thuộc vào nhiệt độ rất quan trọng trong các nghiên cứu chuyển pha từ trong các vật liệu sắt từ. Độ cảm từ xoay chiều thường được ký hiệu là {\displaystyle \chi _{AC}} (chữ AC là ký hiệu của dòng điện xoay chiều).